# Elián González

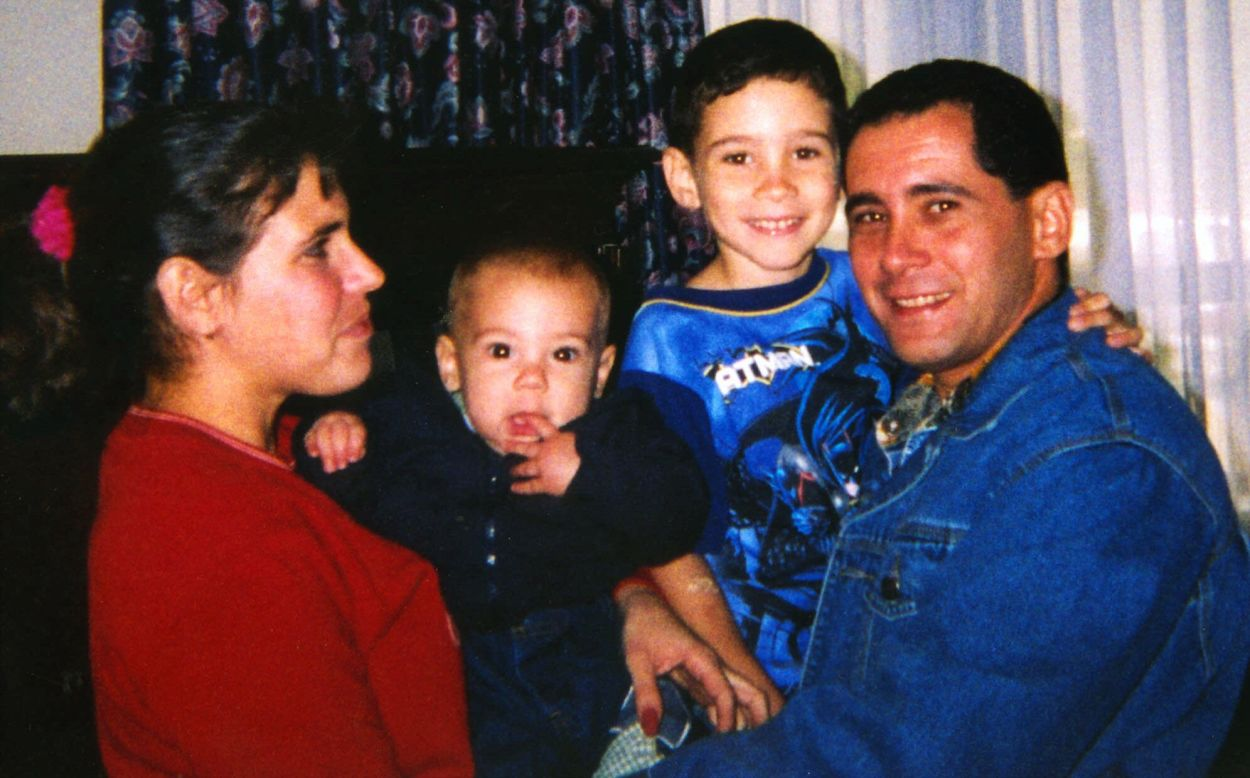
Elián González com seu pai e familiares que foi tirada poucas horas depois de seu reencontro na Base Aérea de Andrews em 22 de abril de 2000. É descrito como "divulgado pelo governo" no site da emissora pública de onde está originado.

Elián González (Cárdenas, 6 de dezembro de 1993) é um cidadão cubano que, aos sete anos de idade, esteve no centro dos fatos que resultaram numa das maiores crises nas difíceis relações entre Cuba e Estados Unidos.
Em 21 de novembro de 1999, a mãe de Elián, seu parceiro e Elián fugiram de Cuba de barco como parte de um grupo de refugiados tentando chegar aos Estados Unidos. O barco afundou durante a viagem, e a mãe de Elián, junto com a maioria dos passageiros, se afogou. Elián foi encontrado flutuando em uma câmara de ar e resgatado por dois pescadores, que o entregaram à Guarda Costeira dos EUA. Elián foi levado para um hospital e tratado para desidratação e pequenos cortes. Além de Elián, um casal jovem sobreviveu e chegou à costa separadamente.
O Serviço de Imigração e Naturalização (INS) concedeu a Elián permissão temporária para ficar nos Estados Unidos e o colocou sob os cuidados de seu tio-avô, Lázaro González, em Miami. Seu tio-avô queria que Elián permanecesse no país, enquanto seu pai, Juan Miguel González, buscava seu retorno a Cuba. Isso levou a uma batalha de custódia de grande repercussão envolvendo seu pai, seus parentes em Miami e autoridades dos EUA e de Cuba. Elián foi devolvido à custódia de seu pai após uma ação do INS na casa de seus parentes em Miami em 22 de abril de 2000. Eles retornaram a Cuba quando a disputa legal terminou em 28 de junho de 2000.
Elián González cresceu em Cuba, formou-se em engenharia e trabalhou como engenheiro industrial. Em 2023, foi eleito para a Assembleia Nacional do Poder Popular, representando Cárdenas, Cuba.

## A saga de Elián
Após sofrer sete abortos, Elizabeth Brotons deu à luz um menino em 6 de dezembro de 1993. Os pais deram-lhe o nome de Elián, uma combinação do nome dos pais Elizabeth e Juan Miguel. Os pais separaram-se em 1997 e dividiram a custódia do filho.
Em 22 de novembro de 1999, Elián e sua mãe, sem o conhecimento de Juan Miguel, tomaram uma embarcação, de aproximadamente 5 metros de comprimento, um barco ou uma canoa, não se sabe ao certo. Eles e mais doze pessoas partiram para uma arriscada viagem de 145 milhas até os Estados Unidos. Como equipamento salva-vidas, três câmaras de pneus para serem divididas por quatorze pessoas.
A viagem levaria normalmente de 48 a 72 horas. Contudo, a embarcação emborcou e todos foram jogados na água. Sobreviveram a jovem Arianne Horta, Nivaldo Fernández, Elizabeth e Elián. Elián e Elizabeth se separaram do casal, horas depois Elizabeth morre deixando seu filho de cinco anos sozinho em alto mar por dois dias. No amanhecer de quinta-feira, 25 de novembro, foi visto, boiando numa câmara de pneu, por dois rapazes que passeavam de lancha, no litoral de Fort Lauderdale. Foi resgatado pela Guarda Costeira dos Estados Unidos. Estava consciente e sem queimaduras solares.
Após receber tratamento médico, Elián foi entregue aos cuidados de Lázaro González, seu tio avô paterno residente em Miami, no subúrbio de Little Havana, reduto dos exilados cubanos. Com  apoio da comunidade cubana na Flórida, majoritariamente contrária ao regime castrista, se opôs a que o menino retornasse à Cuba, como era o desejo de seu pai, que solicitara oficialmente sua repatriação às autoridades norte-americanas.
A partir daí, até a solução final da controvérsia, sucederam-se atos e passeatas a favor e contra a repatriação, com grande afluência de manifestantes e ampla cobertura da mídia mundial.
Em 5 de janeiro de 2000 o Serviço de Imigração e Naturalização dos Estados Unidos, reconheceu o direito do pai à custódia do filho. A decisão, respaldada pela ministra da Justiça Janet Reno e pelo presidente Bill Clinton, determinava o retorno de Elián a Cuba até 14 de janeiro. Lázaro González recorreu dessa decisão junto a uma corte federal da Flórida.
No dia 21 de janeiro, as avós paterna e materna de Elián, Raquel e Mariela, viajaram aos Estados Unidos para tentar uma solução amigável. Contudo, cinco dias depois, após muitas gestões, puderam ver o neto apenas por algumas horas e regressaram sozinhas para Cuba.
A 6 de abril, Juan Miguel Gonzalez viaja para os Estados Unidos mas não lhe é permitido visitar o filho.
A corte da Flórida negou o pedido de Lázaro, mas este se recusou a entregar o filho ao pai. Em 22 de abril, na execução da decisão, efetuou-se uma aparatosa operação policial de resgate, com cobertura da mídia. Fortemente armados, chegaram a apontar o fuzil para Lázaro que levava Elián no colo. O menino chorava copiosamente. Este momento foi flagrado numa foto que assombrou o mundo (detalhes adiante, em A foto que ficou famosa).
Um recurso de Lázaro e outros parentes junto ao Tribunal Federal de Atlanta impediu o imediato retorno de Elián para Cuba. Teve que permanecer nos Estados Unidos, em companhia do pai, hospedado em uma casa cedida pelo governo na Base Aérea de Andrews, nos arredores de Washington.
As manifestações nos dois sentidos continuavam. Juan Miguel foi pressionado pela comunidade cubana a pedir asilo político aos Estados Unidos. Foram-lhe feitas inclusive propostas milionárias em dinheiro, sem sucesso.
O  tribunal de Atlanta, em duas decisões, negou o direito de asilo para Elián e cassou o despacho que impedia sua repatriação. No dia 26 de junho, a questão chegou à Suprema Corte que, em apenas dois dias, recusou-se a rever a decisão recorrida.
No dia 29 de junho, sete meses depois de salvo no mar, Elián retornou à Cuba. Ele e o pai foram recebidos no aeroporto por Fidel Castro. Foi decretado feriado e o Governo organizou uma grande manifestação popular.
Todo esse episódio conferiu uma aura de legitimidade ao regime castrista, que vinha em baixa no cenário político, e serviu para fortalecer o sentimento anti-Estados Unidos entre os cubanos.

## A vida de Elián em Cuba
Desde sua volta à Cuba, Elián vive na sua cidade natal, Cárdenas. O governo cubano tem protegido sua privacidade desde então e Elián leva a vida normal de um menino de sua idade. No entanto, Fidel Castro comparece a suas festas de aniversário e, quando Elián completou o ensino fundamental, em final de 2005, o líder cubano entregou-lhe pessoalmente o seu diploma. Em 2010, foi delegado ao IX Congresso da União de Jovens Comunistas, comparecendo com o uniforme da Escuela Militar Camilo Cienfuegos, onde cursa o 11º ano do ensino regular.
Juan Miguel, pai de Elián, é hoje membro da Assembleia Nacional cubana.  Quando participa de cerimônias oficiais, aparece às vezes acompanhado do filho.
Quanto aos parentes de Miami, um de seus tios, Delfin González, transformou a casa onde viveu Elian por vários meses em um museu. As roupas do menino, sua cama e brinquedos podem ser vistos, como se os moradores da casa estivessem esperando que chegasse a qualquer momento.
A filha de Lázaro González, Marsileysis, proprietária de um salão de beleza, entrou com ação contra o governo dos Estados Unidos numa corte federal, sob a alegação de que o Serviço de Imigração havia usado força excessiva no resgate de Elián, mas a ação foi julgada improcedente.

## Culto a Elián
Na esteira dos traumáticos acontecimentos envolvendo Elián González, atribuiu-se à Santería, grupo religioso cubano que mistura catolicismo com culto a divindades africanas, nos moldes da umbanda brasileira, a versão de que o menino seria a personificação de Elegua, uma divindade afrocubana representada na figura de uma criança diabólica. Elegua/Elián teria vindo à terra para ser um novo Moisés.
Narravam-se que coisas fantásticas cercavam o resgate de Elián:
- Sacerdotes da Santeria teriam previsto que Fidel seria derrubado por uma criança que seria salva do mar por anjos;
- Golfinhos teriam ajudado Elián a sobreviver, inclusive empurrando-o de volta para a câmara pneumática quando desmaiava e estava prestes a se afogar;
- No momento do resgaste, um anjo voava sobre Elián;
- Na casa de seu tio-avô, enquanto Elián lá esteve, a imagem da Virgem Maria apareceu refletida em espelhos e outros objetos.

Esta versão, carregada de simbolismo, foi muito explorada por setores conservadores da sociedade norte-americana, com o intuito de explorar o caráter pretensamente maligno do regime cubano.
Mesmo sendo fantasiosa, impressionou muitas pessoas. Nas concentrações que aconteciam  diariamente diante da casa de Lázaro Gonzalez, vários manifestantes ajoelhavam e rezavam.

## A foto que ficou famosa
Como os parentes de Elián na Flórida se negassem a entregar o menino a seu pai, em cumprimento a decisão judicial, a Ministra da Justiça Janet Reno determinou que, no dia 22 de abril de 2000, um sábado, ele fosse resgatado à força  da casa de Lázaro Gonzales por policiais do Serviço de Imigração.
Na véspera, já havia se levantado um  grande acampamento de jornalistas, onde se destacavam as emissoras de televisão. Carros de reportagem, unidades móveis, torres e quilômetros de cabos se espalhavam pelas calçadas de Little Havana, prontos para a cobertura da ação policial.  Foi considerado na época a maior concentração de imprensa para registro de um único fato.
Mas, ao contrário do esperado, não foi da TV a imagem mais significativa do resgate. Esse registro coube a um fotógrafo de 54 anos munido com uma câmera Nikon D-1, que trabalhava por conta própria. Seu nome: Alan Díaz.
Durante três semanas, antes que a operação fosse oficialmente confirmada, Alan, acreditando que ela aconteceria, fez um levantamento da casa de Lázaro Gonzalez e dos arredores, para estudar qual seria a melhor maneira de entrar nela com rapidez e registrar o resgate.
Com tudo planejado, não precisou de mais de trinta segundos para pular a cerca e entrar na casa por uma porta lateral,  no exato momento em que o primeiro policial também entrava com o rifle apontado na direção de Elián e Donato Dalrymple, um dos rapazes que o resgatou do mar em Fort Lauderdale.
A foto adquirida pela agência de notícias Associated Press, foi publicada em jornais e revistas do mundo inteiro e valeu a Alan o Prêmio Pulitzer.
Desta foto, foi feita uma montagem satírica, também muito divulgada, em que os rostos dos  policiais são substituídos pelos dos presidentes Bill Clinton e Fidel Castro.